# 12934 Bisque
12934 Bisque eller 1999 TH16 är en asteroid i huvudbältet som upptäcktes den 11 oktober 1999 av den amerikanske astronomen Charles W. Juels vid Fountain Hills-observatoriet. Den är uppkallad efter Stephen, Thomas, Daniel och Matthew Bisque.
Asteroiden har en diameter på ungefär 4 kilometer.